# María Ignacia Rodríguez de Velasco
María Ignacia Rodríguez de Velasco de Osorio Barba e Belo Pereyra, mais conhecida como María Ignacia Rodríguez de Velasco ou simplesmente como a Güera Rodríguez (20 de novembro de 1778 – 1 de novembro de 1850) foi uma crioula que figurou na sociedade colonial mexicana pela sua beleza e riqueza, além de brindar seu apoio à Independência do México. É considerada como uma personagem emblemático da Independência, ao manter uma relação amorosa com Agustín de Iturbide futuro imperador de México e o impulsionar a que levasse a cabo, e completasse, a «liberdade mexicana». Assim mesmo, manteve uma relação com o libertador Simón Bolívar e com o navegador e naturalista alemão Alexander von Humboldt. A imagem da Virgen no lado direito do altar da igreja de La Profesa, esculpida pelo famoso artista Manuel Tolsá disse-se que é muito parecida a ela.
Conhecem-se poucos aspectos sobre sua vida e seu papel nos factos históricos de México, bem como também, a única pintura que se realizou dela. O mais notável, são seus amores com personagens muito conhecidas e suas descrições muito elogiosas nas biografias de escritores como Artemio de Valle Arizpe e Romeo Hernández Mendoza, entre outros.

## Biografia
Nasceu na Cidade de México o 20 de novembro de 1778, filha do casal entre Antonio Rodríguez de Velasco e María Ignacia Osorio Barba e Belo Pereyra. Teve uma irmã chamada María Josefa Rodríguez de Velasco.Em 1792 contraiu casamento com o militar José Jerónimo López de Peralta de Villar e Villamanil e Primo, com quem teve quatro filhos.
Cedo María Ignacia fez-se conhecida na sociedade novohispana pela sua beleza e agudo talento. Guillermo Prieto, cronista da época dizia dela: "A Guera não só foi notável pela sua formosura, senão também pelo seu talento e pelo lugar que ocupou na alta sociedade". Artemio de Valle Arizpe, em tanto, elogiava "a qualidade de amantes que tinha".
Segundo fontes, diz-se que María Ignacia manteve uma relação com Simón Bolívar, nesse momento com 16 anos de idade, e que a conheceu numa viagem no navio San Ildefonso que ia para Espanha, mas que fez escala no México. Seus últimos anos dedicou-os à devoção religiosa na Terceira Ordem de Franciscanos. Após a sua morte, o seu marido fez-se sacerdote. Faleceu na Cidade do México em 1 de novembro de 1850. Artemio de Valle Arizpe escreveu uma biografia novelada da sua vida, A Güera Rodríguez (1949). A actriz mexicana Fanny Cano representou-a no cinema em 1978, num filme também chamado A güera Rodríguez, dirigida por Felipe Cazals.

## Amores
Em seus anos posteriores, María Ignacia, muito com frequência teve amantes e esposos. Através da intercessão do vice-rei Juan Vicente de Güemes e do bispo, casou-se com José Jerónimo López de Peralta de Villar Villamil em setembro de 1794, quem mais tarde golpeou-a, acompanhado de um impacto de bala que não atingiu, razão pela qual ela o acusou de tentativa de assassinato em 4 de julho de 1802. José Jerónimo acusou-a posteriormente de cometer adultério com o seu compadre, o canónigo e doutor José Mariano Beristáin e Souza e solicitou a intervenção dos tribunais da Nova Espanha e a anulação do casamento, ainda que morreu em 1805 antes de obter o divórcio. Deste casamento nasceram quatro filhos. Contraiu casamento pela segunda ocasião com Mariano Briones, um acaudalado idoso, quem também morreu uns meses mais tarde, vítima de um enfriamiento por destape de cobertas, María Ignacia herdou a sua fortuna. Casou-se novamente, desta vez com Manuel de Elizalde com quem permaneceu até à sua morte. Manuel de Elizalde à morte de María Ignacia abraçou a vida sacerdotal.
María Ignacia, apoiou a causa insurgente com o seu dinheiro e relações, sendo inclusive acusada de heresia por defender a independência e por ter mantido trato com o cura Miguel Hidalgo e Costilla, e levada ante o tribunal da Santa Inquisição, em 22 de março de 1811, onde também lhe acusou Juan Sáenz de Mañozca, de inclinação ao adultério. Após a sua audiência o Vice-rei Francisco Javier de Lizana e Beaumont a exilou a Querétaro por um curto tempo. As acusações levantaram-se por falta de provas, após que María Ignacia argumentasse em sua defesa sacando a reluzir a moralidade e orientação sexual do inquisidor.
Teve uma relação sentimental com Agustín de Iturbide, futuro imperador de México, sobre quem teve uma grande influência política. Suas relações permitiram-lhe ter acesso a documentos confidenciais da época, como a carta que Fernando VII enviou ao vice-rei Apodaca em 1820, lhe propondo encontrar um homem popular e com influência sobre o exército para que fizesse tratos com os insurgentes, da que se desprendiam os princípios do Plano de Iguala. María Ignacia sugeriu que Iturbide poderia ser esse homem.
Entre seus admiradores menciona-se ao naturalista e navegador alemão Alexander von Humboldt, de quem converteu-se em admiradora e amiga, dizendo-se inclusive que tiveram uma relação romântica. Durante estes anos, igualmente, têm-se dados da sua participação na inauguração de uma Estátua equestre em honra a Carlos IV na que esteve acompanhada por Humboldt. María, segundo Artemio de Valle Arizpe, vestia roupa galante e caminhava do braço do barão. Diz-se que a imagem da Dolorosa situada à direita do altar maior da igreja de La Profesa, esculpida pelo reconhecido artista Manuel Tolsá, está baseada na sua imagem. Assim mesmo, a Imaculada que se acha na mesma igreja, num dos altares do custado direito, poderia ser a filha da Güera.

## Importância histórica
A participação de María Ignacia Rodríguez na consumação da Independência do México tem sido um tema muito polémico. Segundo algumas fontes apoiou a Agustín de Iturbide a que levasse a cabo o plano de liberdade nacional do povo mexicano. Artemio do Valle Arizpe argumenta que "no dia 27 de setembro de 1821, o Exército Trigarante fez em México a sua vistosa entrada triunfal[...] O caminho que ia seguir o Exército Libertador seria desde a Tlaxpana por São Cosme, para passar em frente ao palácio Virreinal, mas Iturbide desviou a coluna pela rua da Professa na que estava a casa de dona María Ignacia Rodríguez de Velasco, para que presenciara o desfile e o visse a ele muito arrogante à frente das suas tropas invictas". Isto demonstrava a relação entre Agustín e "A Guera", quem influenciou, demasiado, a visão política do primeiro imperador de México. Seu trabalho não unicamente esteve relacionado com a Independência e o apoio aos insurgentes, mas também por ser transgressora ao dever feminino.

## Personalidade
María Ignacia esteve cheia de elogios por parte de alguns escritores como é o caso de Artemio de Valle Arizpe quem a qualificou como uma "mulher extraordinária por seu bom parecer, seu claro talento de fácil minerva, sua grande riqueza e, ademais, sua esplendoroso luxo". Montserrat Galí i Boadella qualificava sua personalidade como a "protótipo"; a de uma mulher "ilustrada e libertina". No entanto, também aclarava que era algo contraditória; já que "valia-se por si mesma, procurava a felicidade e praticava costumes que lhe proporcionavam cortejos e amantes". Todo o anterior era característico de uma dama daquela época.